# 天使 (通用)
天使（てんし、ギリシア語: Αγγελος、英: Angel（エンゼルあるいはエンジェル））とは、元々、キリスト教やユダヤ教などの教えで登場する、天の神の使者（み使い）の意味で、霊的な存在である。この本来の意味については、天使の記事が説明を行っている。
他方、宗教学的・神話学的な意味や定義、概念とは別に、日常的に通用して把握される「天使の概念」「天使の姿・イメージ」がある。またキリスト教国などでは、天使に関し、様々な俗信も生まれている。このような通俗的な意味・通用の概念での天使は、本来の天使とは区別して考える必要がある。

## 概説

### 守護天使
それぞれの人には生まれながらに、守護天使が付き添っているという考えが西欧にはあった。しかし、天使のキリスト教的な意味からすると、天使は「神の使い」であり、また神を賛美する天的な霊的存在で、人間の地上での運命に干渉する存在ではない。従って、守護天使というのは俗信の一種である。

### 地上的な天使
天使は元々天的な霊的存在で、神の霊あるいは叡智の一部を構成しているもので、人間のように過失を起こすことはなく、成長することも、課題を達成することで位階が上がるというような存在でもない。しかし、天使を地上的に、人間の類比で考えると、過失を行う天使、過失の償いを行う天使、未熟な状態から一人前に成長する天使などの概念が出てくる。
自己の失敗を償うため、あるいは失敗を回復するため、地上に降りてきて、様々な活動をする天使というようなイメージがここから出てくる。あるいは、未熟な天使は、地上で人間のあいだで試練を積んで、成長して一人前の天使となって天界に帰って行くなどの考えが出てくる。こういう天使は、本来の天使ではなく、通俗的な解釈から来た「地上的な天使」であるが、このような俗信が広く西欧文化では流布し、そこから世界中にも広がっている。

### 比喩としての天使
天使は、神に近い霊的な存在であるが故、「真・善・美」において神に準じて完成性の高い水準にある。そこから、「美しさ」について、美男・美女などを天使で比喩することがある。天使は、本来のイメージでは、成人した男性であるか若い男性であるが、イメージが通俗化するにつれ、女性や、子供の姿となって把握されて来た。
ここから、美しい女性を天使と呼んだり、美少年、美少女を天使と比喩的に呼ぶなどの用法が生じる。また「真」や「善」についても、天使は「嘘」が付けない、すなわち「真」にして「善」なる存在であることから、比喩的に、心の無垢な人や、善意に満ちた人などを天使と比喩することがある。
幼い子供は「悪」を知らない無垢な存在だとも誤って考えられた為、幼い子供を天使と呼んだり、あるいは病人にとって献身的に治療に尽くしてくれる女性、看護婦などをかつては「白衣の天使」などとも呼ぶ。
あるいは成人であっても、その心の高潔さや純粋さが「天使」にも似て優れた人については、やはり「天使のごとき人」というような形容が与えられた。カトリックの聖人であるドミニコ会のトマス・アクィナスや、フランシスコ会のボナウェントゥラは、天使的博士、熾天使的博士などの称号で呼ばれた。

### 宗教組織の信者としての天使
何らかの（通常はキリスト教系の）宗教組織やカルト組織や秘密結社の信者やメンバーが、自らを神（あるいは教祖）に仕え、その意志を代行・遂行する「選ばれた存在、特別な存在」＝「天使」に譬えることがある。そして、自らの組織の外の人間達を、自らの、自らの組織の、下位に置いて、「ただの人間」「選ばれなかった存在」として、優越感に浸り、見下すことがある。
そうした世界中の宗教組織やカルト組織や秘密結社の信者やメンバーが結託してネットワークを構成し、組織外の圧倒的多数の一般人に対するその秘密性＝情報の非対称性を利用して、組織外の圧倒的多数の一般人を監視し、彼らのカルト教義の目的に誘導することを、『我々「天使」が「人間」を見守り、（愚かな・悪しき）「人類」を、神の道に、良き方向に、導いている』と称している。
彼ら宗教組織やカルト組織や秘密結社の信者やメンバーの「存在（存在そのものや誰が構成員であるか）や（表向きのではなく、裏の＝真の）教義や活動内容」は、組織外の圧倒的多数の一般人に対しては秘密であり、それ故に、組織外の圧倒的多数の一般人は、彼ら宗教組織やカルト組織や秘密結社の信者やメンバーの「存在や教義や活動内容」を認識できないし、していない。つまり、『「人間」は「天使」（の存在や行動）を認識できない＝「人間」には「天使」の姿が見えない』。

## 天使を主題とした作品
通用的・通俗的な天使の概念やイメージを元に天使が様々なメディアの作品に登場することも多い。

## 関連書籍
- グスタフ・デヴィッドスン 『天使辞典』 創元社 （2004年）ISBN 4422202294
- マルコム・ゴドウィン 『天使の世界』 青土社 （2004年） ISBN 4791761030
- ジョン・ロナー著、鏡リュウジ訳『天使の事典―バビロニアから現代まで』 柏書房 （1994年） ISBN 4760111336
- ローズマリ・エレン・グィリー 『図説 天使百科事典』 原書房 （2006年） ISBN 4562039795
- ローラ・ウォード/ウィル・スティーズ 『天使の姿―絵画・彫刻で知る天使の物語』　新紀元社 （2005年） ISBN 4775304186